# Amastus melanoproctis
Amastus melanoproctis är en fjärilsart som beskrevs av George Francis Hampson 1909. Amastus melanoproctis ingår i släktet Amastus och familjen björnspinnare. Inga underarter finns listade i Catalogue of Life.